# Inge Helten
Ingeborg Helten (Sinzig, 31 dicembre 1950) è un'ex velocista tedesca, vincitrice di due medaglie ai Giochi olimpici di Montréal 1976.
Ha stabilito il record mondiale dei 100 m piani nel 1976 con il tempo di 11"04.

## Record mondiali
- 100 metri piani: 11"04 ( Fürth, 13 giugno 1976)

## Palmarès
| Anno | Manifestazione  | Sede     | Evento      | Risultato  | Prestazione | Note |
| ---- | --------------- | -------- | ----------- | ---------- | ----------- | ---- |
| 1971 | Europei         | Helsinki | 100 m piani | 4ª         | 11"55       |      |
| 1971 | Europei         | Helsinki | 4×100 m     | Oro        | 43"30       |      |
| 1974 | Europei         | Roma     | 100 m piani | Semifinale | 11"65       |      |
| 1974 | Europei         | Roma     | 4×100 m     | Argento    | 42"75       |      |
| 1976 | Giochi olimpici | Montréal | 100 m piani | Bronzo     | 11"24       |      |
| 1976 | Giochi olimpici | Montréal | 4×100 m     | Argento    | 42"59       |      |